# ÖRK-Vollversammlung Karlsruhe 2022
Die ÖRK-Vollversammlung Karlsruhe 2022 war die 11. Vollversammlung des Ökumenischen Rats der Kirchen und fand vom 31. August bis 8. September 2022 in Karlsruhe statt. Das Motto lautete: „Die Liebe Christi bewegt, versöhnt und eint die Welt“ (Christ’s love moves the world to reconciliation and unity, vgl. 2 Kor 5,14 ). Nach Amsterdam 1948 und Uppsala 1968 war es die dritte Vollversammlung in Europa.  Daran nahmen etwa 4000 Gäste aus den rund 350 ÖRK-Mitgliedskirchen teil. Die für 2021 geplante Veranstaltung wurde wegen der COVID-19-Pandemie verschoben.

## Vorbereitungen
Bei der letzten ÖRK-Vollversammlung Busan 2013 war deutlich geworden, dass der ÖRK eine derartige Großveranstaltung in Zukunft nicht mehr aus eigenen Mitteln durchführen kann, sondern eine gastgebende Kirche braucht, die bereit ist, einen Großteil der Kosten zu tragen. Konrad Raiser erläutert: Auch infolge des starken Rückgangs finanzieller Ressourcen konzentriere sich der ÖRK nun darauf, Prozesse zwischen den Kirchen zu begleiten und zu fördern. „Das Schwergewicht der Arbeit des ÖRK hat sich nun verlagert auf die Rolle des Einberufenden (convener) des ständigen ‚großen Palavers‘ der Kirchen.“ Die Evangelische Kirche in Deutschland bot dem ÖRK im Juni 2016 an, die für das Jahr 2021 anstehende, alle acht Jahre stattfindende Vollversammlung auszurichten. Dies wurde auch von sämtlichen EKD-Gliedkirchen sowie anderen deutschen ÖRK-Mitgliedskirchen und der Arbeitsgemeinschaft Christlicher Kirchen in Deutschland unterstützt. Im Juni 2018 entschied der ÖRK-Zentralausschuss, dass die 11. Vollversammlung im Jahr 2021 in Karlsruhe stattfinden sollte, da die Evangelische Landeskirche in Baden 1821 durch Petition zu einer unierten Kirche wurde und somit 2021 das 200-jährige Jubiläum dieses Ereignisses gefeiert wurde. Der ÖRK-Exekutivausschuss beschloss im Juli 2020, die Versammlung wegen der COVID-19-Pandemie um ein Jahr zu verschieben.
Da die ÖRK-Vollversammlung nach rund 50 Jahren wieder nach Europa „zurückkehrte“, stand sie vor der Aufgabe, Europas Umgang mit aktuellen Krisen in postkolonialer Perspektive zu behandeln und die Normativität eurozentrischer Methoden und Formen der Theologie zu hinterfragen. In Busan wurde 2013 ein „Pilgerweg der Gerechtigkeit und des Friedens“ (Pilgrimage of Justice and Peace) begonnen, der in der Zeit zwischen den beiden Vollversammlungen unter anderem durch Begegnungen (Pilgrim Team Visits) an verschiedenen Orten weltweit unter jährlich wechselnden Schwerpunktthemen umgesetzt wurde. Dadurch kristallisierten sich vier wiederkehrende Problemfelder heraus: „(1) Wahrheit und Trauma, (2) Land und Vertreibung, (3) Gender-Gerechtigkeit und (4) Rassismus.“
Eine vorbereitende Tagung der 20 orthodoxen und orientalisch-orthodoxen Mitgliedskirchen fand vom 9. bis 16. Mai 2022 in Paralimni auf Zypern statt. Sie war vom russischen Überfall auf die Ukraine überschattet, der am 24. Februar 2022 begonnen hatte. Die Delegation der Russisch-Orthodoxen Kirche wurde von Metropolit Ilarion (Alfejev), dem Leiter des Außenamts des Moskauer Patriarchats, geleitet. Er stellte in einem Vortrag die Sicht seiner Kirche auf den russischen Überfall auf die Ukraine dar und betonte Friedensgebet, Flüchtlingshilfe und Hilfe bei der Evakuierung von Zivilisten aus dem Frontgebiet. Mit dem letzten Punkt schrieb sich die Russisch-Orthodoxe Kirche das soziale Engagement der autokephalen Ukrainischen Orthodoxen Kirche, die sich im Mai 2022 von Moskau lossagte, selbst zu. Im Tagungsbericht wird die russische Invasion so thematisiert: „Während unserer Beratschlagung wurde der gravierenden Besorgnis angesichts des bewaffneten Konflikts in der Ukraine Ausdruck verliehen, der bereits zahlreiche Menschenleben gefordert hat. Die Tagungsteilnehmenden verurteilten die Kriege einvernehmlich und riefen alle an den Konflikten beteiligten Parteien dazu auf, alles in ihrer Macht Stehende zu tun, um den Frieden und die Sicherheit in der Ukraine, in Russland, Europa und auf der ganzen Welt schnellstens wiederherzustellen.“ Die „systematischen Desinformationskampagnen, die Spaltungen und Hass fördern“ werden verurteilt und zum Gebet um Rückkehr der brüderlichen Liebe aufgerufen.
Der ÖRK-Zentralausschuss tagte vom 15. bis 18. Juni 2022, wobei die Vorbereitung der Vollversammlung beherrschendes Thema war. Der Zentralausschuss beschließt gegebenenfalls die Suspendierung einer Mitgliedschaft, was im Fall der Russisch-Orthodoxen Kirche mehrfach gefordert wurde. Er entschied sich dagegen. ÖRK-Generalsekretär Ioan Sauca erklärte nach dem Besuch einer ÖRK-Delegation in der Ukraine, die „Stimme der Ukraine“ werde auf der anstehenden Vollversammlung präsent sein. Der ÖRK wolle aber Mitglieder nicht ausschließen, „sondern diese herausfordern, sich für Gerechtigkeit und Frieden einzusetzen“ und so Versöhnung und Heilung fördern.
Presseberichten zufolge missbilligte das Auswärtige Amt die ÖRK-Entscheidung, den Dialog mit der Russisch-Orthodoxen Kirche weiterzuführen, und sperrte kurzfristig „mehrere Hunderttausend Euro“, mit denen das Budget des Treffens in Karlsruhe bezuschusst werden sollte; diese Irritationen seien jedoch ausgeräumt worden.

## Gastgebende Kirchen
Folgende Kirchen, Werke und Arbeitsgemeinschaften waren Gastgeber der ÖRK-Vollversammlung in Karlsruhe (alphabetisch): 
- Arbeitsgemeinschaft Christlicher Kirchen in Deutschland
- Arbeitsgemeinschaft Mennonitischer Gemeinden in Deutschland
- Brot für die Welt
- Erzdiözese Freiburg
- Evangelisch-reformierte Kirche Schweiz
- Evangelische Brüder-Unität
- Evangelische Kirche in Deutschland
- Evangelische Kirche der Pfalz
- Evangelische Landeskirche in Baden
- Evangelische Landeskirche in Württemberg
- Evangelisches Missionswerk in Deutschland e. V.
- Gemeinschaft Evangelischer Kirchen in Europa (GEKE)
- Katholisches Bistum der Alt-Katholiken in Deutschland
- Konferenz Europäischer Kirchen
- Union Protestantischer Kirchen von Elsass und Lothringen.[12]

## Programm
Die Vollversammlung wurde am Nachmittag des 31. August eröffnet und am Vormittag des 8. September beendet (Abschlussplenum, Andacht). An den dazwischenliegenden Tagen gab es jeweils Morgengebet, Thematisches Plenum und Bibelarbeit im Plenum am Vormittag, die ebenso wie das Abendgebet öffentlich waren. Außerdem wurden allgemein zugängliche Workshops angeboten. Am Wochenende (3./4. September) fand davon abweichend ein „Pilgerprogramm“ statt, bei dem die Delegierten Gemeinden der Region (Deutschland, Frankreich und Schweiz) besuchten.
Während für die anderen Teilnehmer an den Werktagen vormittags die Bibelarbeit stattfand, kamen die Delegierten und offiziellen Teilnehmer in home groups von etwa 30 Personen zusammen, deren Zusammensetzung gleich blieb. Am Nachmittag fanden jeweils Plenarsitzungen statt, bei denen unter anderem der neue Zentralausschuss gewählt wurde. Im Anschluss gab es rund 20 Ökumenische Gespräche der Delegierten und offiziellen Teilnehmer zu aktuellen Themen, wobei wieder die Zusammensetzung der Gesprächsgruppen konstant blieb.
An der Vollversammlung nahmen die Oberhäupter bzw. Vorsitzenden mehrerer Kirchen persönlich teil. Die Römisch-Katholische Kirche hat einen Gaststatus im ÖRK; die vatikanische Delegation wurde von Kurienkardinal Kurt Koch geleitet. Sowohl die EKD-Ratsvorsitzende Annette Kurschus als auch der Vorsitzende der Deutschen Bischofskonferenz, Georg Bätzing, nahmen teil.

Teilnehmer
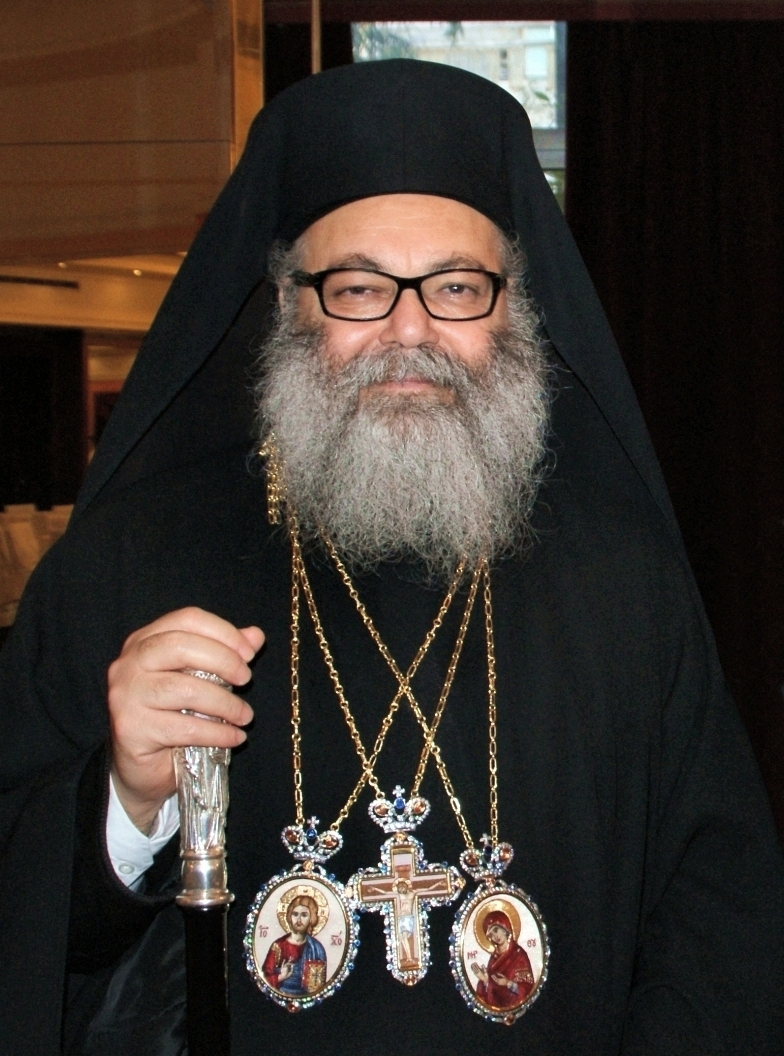
Johannes X. (Patriarch von Antiochien)
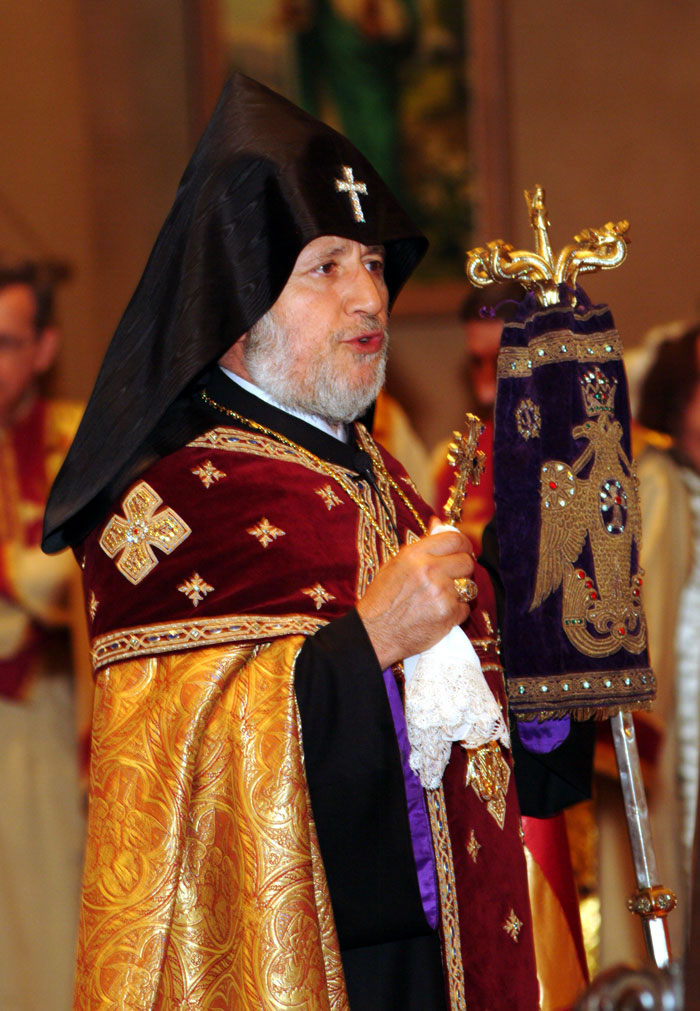
Patriarch und Katholikos Karekin II. Nersissian
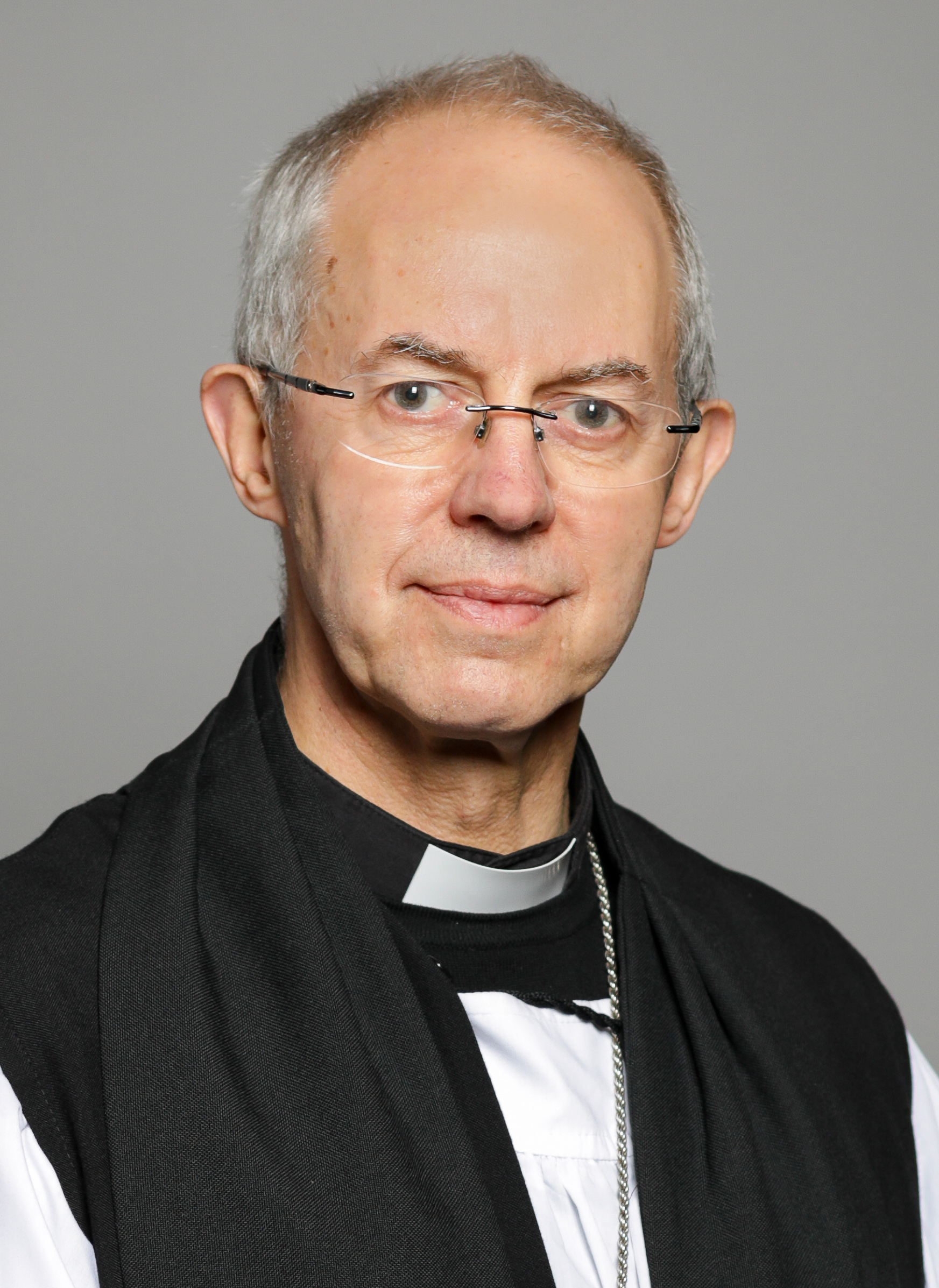
Justin Welby, Erzbischof von Canterbury
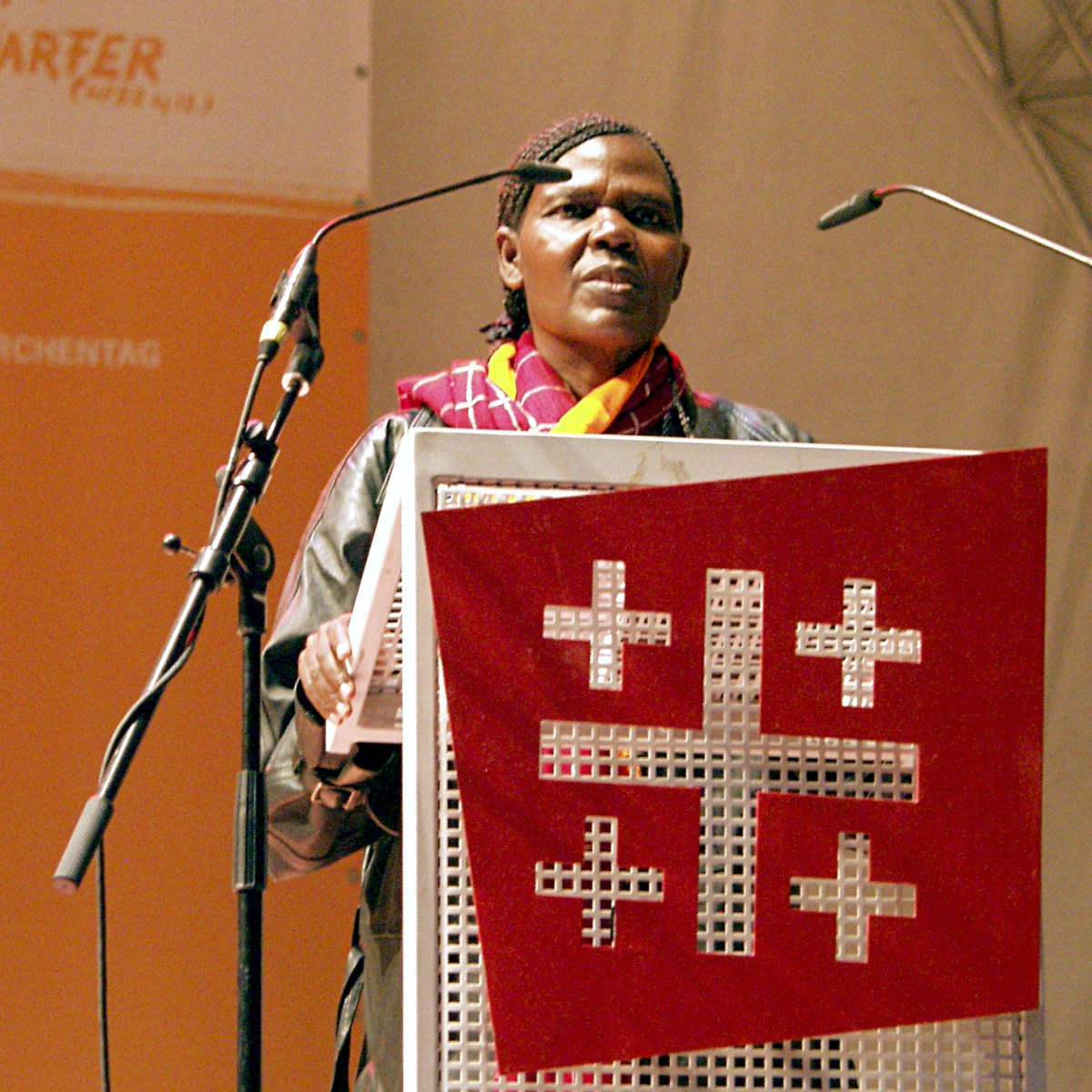
Agnes Abuom, Vorsitzende des ÖRK-Zentralausschusses

### Eröffnung
Die Vollversammlung wurde am 31. August eröffnet (Eröffnungsplenum, Ansprachen, Andacht).
In seiner Ansprache kritisierte Bundespräsident Frank-Walter Steinmeier die Unterstützung des russischen Überfalls auf die Ukraine durch die russisch-orthodoxe Kirche in ungewöhnlich scharfer Form: Die Leitungsebene verbreite Propaganda, die „willkürlich Gottes Willen für die imperialen Herrschaftsträume einer Diktatur in Anspruch nimmt“. „Auf einen schlimmen, ja geradezu glaubensfeindlichen, blasphemischen Irrweg führen zurzeit die Führer der Russisch-Orthodoxen Kirche ihre Gläubigen und ihre ganze Kirche. […] Die Russisch-Orthodoxe Kirchenführung hat sich mit den Verbrechen des Krieges gegen die Ukraine gemein gemacht. Diese als Theologie verbrämte totalitäre Ideologie hat dazu geführt, dass auf dem Gebiet der Ukraine bis jetzt auch so viele religiöse Stätten völlig oder teilweise zerstört worden sind, Kirchen, Moscheen, Synagogen, Bildungs- und Verwaltungsgebäude der Religionsgemeinschaften. Kein Christ, der seinen Glauben, seine Vernunft und seine Sinne noch beisammen hat, wird darin Gottes Willen erkennen können.“ Steinmeier verwies außerdem auf „Flächenbombardements“ gegen zivile Ziele sowie Kriegsverbrechen.
Die Delegation der Russisch-orthodoxen Kirche protestierte. Metropolit Antoni, Leiter der Abteilung für Außenbeziehungen, erklärte, der Bundespräsident ignoriere den humanitären Einsatz des Moskauer Patriarchats „im Kontext des Konflikts in der Ukraine.“

### Wahlen
Am 5. September wählte die Vollversammlung acht neue Präsidentinnen und Präsidenten, nämlich sechs Repräsentanten der ÖRK-Weltregionen und zwei Repräsentanten der Orthodoxie:
- Rufus Okikiola Ositelu, Erzbischof und Metropolit der Erzprovinz von Nigeria in der The Church of the Lord (Aladura), für die Region Afrika
- Henriette Hutabarat-Lebang, Pastorin der Kirche von Toraja, für die Region Asien
- Philip Silvin Wright, Bischof der Anglican Diocese of Belize, für die Region Karibik und Lateinamerika
- Susan Durber, Pastorin der United Reformed Church, für die Region Europa
- Angelique Walker-Smith, Pastorin des National Baptist Convention USA, für die Region Nordamerika
- François Phiaatae, Pastor der Evangelischen Kirche der Maòhi, für die Region Pazifik
- Metropolit Vasilios von Konstantia und Ammochostos (Kirche von Zypern), für die östlich-orthodoxen Kirchen
- Katholikos Aram I. der Armenischen Apostolischen Kirche, für die orientalisch-orthodoxen Kirchen

Am 6. September wählte die Vollversammlung aus einer Vorschlagsliste die 150 Mitglieder des Zentralausschusses, welcher zwischen den Vollversammlungen das höchste Leitungsgremium des ÖRK darstellt. Die Gewählten sind zu zwei Dritteln Ordinierte, zu einem Drittel Laien und mehrheitlich (59 Prozent) männlich. Aus dem DACH-Raum wurden in den Zentralausschuss gewählt:
- Fernando Enns (Arbeitsgemeinschaft Mennonitischer Gemeinden in Deutschland)
- Christoph Schuler (Christkatholische Kirche der Schweiz)
- Heinrich Bedford-Strohm (EKD)
- Petra Bosse-Huber (EKD)
- Lydia Mirjam Fellmann (EKD)
- Lubina Mahling (EKD)
- Megan Louis Schuster (EKD)
- Serge Fornerod (Evangelisch-reformierte Kirche der Schweiz)

### Thematische Plenen
Es gab in Karlsruhe folgende thematische Plenen:
- 1. September: Zum Thema der Vollversammlung
- 2. September: Europa – jenseits von Kolonialismus und Krieg – auf dem Weg hin zu Solidarität, Gastfreundschaft und Frieden
- 5. September: Die Gesamtheit des Lebens bekräftigen
- 6. September: Menschenwürde und unser aller Menschsein bekräftigen
- 7. September: Einheit

#### Europa – jenseits von Kolonialismus und Krieg – auf dem Weg hin zu Solidarität, Gastfreundschaft und Frieden
Das Europa-Plenum am 2. September stand im Zeichen des Krieges in der Ukraine. Ukrainische Kirchenvertreter und junge ukrainische Christen berichteten vom Leid der Zivilbevölkerung. Erzbischof Yevstratiy von Tschernihiw und Nischyn (Orthodoxe Kirche der Ukraine) kritisierte die russische Politik, die auf eine „Deukrainisierung der Ukraine“ ziele und sich in eine jahrhundertelange Unterdrückungsgeschichte des ukrainischen Volkes durch Russland einfüge. Die Muslima Azza Karam erklärte als Generalsekretärin der interreligiösen Organisation Religions for Peace, Kirchenführer seien in der Verantwortung, zu zeigen, dass „Krieg keine Option“ sei. Unter den Rednern dieses Plenums waren keine Repräsentanten der Russisch-Orthodoxen Kirche. Diese waren nur als Zuhörer zugelassen, da die Leitung der Vollversammlung sicherstellen wollte, dass Ukrainer ihre Situation unwidersprochen darstellen konnten.
Erzbischof Yevstratiy, der stellvertretender Leiter des Außenamtes seiner Kirche und Professor an der Theologischen Akademie in Kiew ist, sagte gegenüber Pressevertretern, dass die Orthodoxe Kirche der Ukraine einen Antrag auf Vollmitgliedschaft im Ökumenischen Rat der Kirchen eingereicht habe. Die Erwartung, dass es in Karlsruhe zu Gesprächen zwischen russischen und ukrainischen Delegierten kommen könne, erfüllte sich nicht. Ein ukrainischer Bischof erklärte, er wolle sich keine Moskauer Propagandalügen anhören.

#### Die Gesamtheit des Lebens bekräftigen
Der Generalsekretär des internationalen christlichen Hilfsnetzwerks ACT Alliance, Rudelmar Bueno de Faria, warnte davor, die Aufmerksamkeit auf den russischen Angriffskrieg auf die Ukraine und die daraus entstehende Not zu fokussieren. Für Hilfsprojekte beispielsweise in Afghanistan, Äthiopien (Tigray-Region), Venezuela, Jemen, Syrien und dem Sudan würden kaum noch finanzielle Mittel bereitgestellt.
Thomas Schirrmacher sprach sich als Generalsekretär der Weltweiten Evangelischen Allianz (WEA) dafür aus, zwischen Russlands Präsidenten Wladimir Putin und der russischen Bevölkerung zu differenzieren. Viele der gefallenen russischen Soldaten seien selbst Opfer des Krieges, so Schirrmacher. Bei der gleichen Podiumsveranstaltung erklärte Schirrmacher, der Staat Israel könne nicht für alle Probleme im Nahen Osten verantwortlich gemacht werden. Die jüngst in Gaza von der Hamas vollstreckten Todesurteile wegen Kollaboration mit Israel müssten verurteilt werden.

### Resolutionen
Folgende Resolutionsentwürfe wurden am 5. September veröffentlicht:
- Krieg in der Ukraine: Die Vollversammlung verurteilt diesen „illegalen und nicht zu rechtfertigenden Krieg“ und ruft zum Waffenstillstand auf, dem Friedensverhandlungen folgen sollten. „Alle Konfliktbeteiligten“ müssten die Grundsätze des internationalen Völkerrechts befolgen, insbesondere den Schutz von Zivilisten und ziviler Infrastruktur und die humane Behandlung von Kriegsgefangenen. Die Gefahren eines Atomkriegs, der Aufrüstung und der unkontrollierten Waffenverbreitung in der Region werden benannt.
- Christen in Nahost: Die Vollversammlung sieht christliche Gemeinschaften in Nahost aufgrund von Kriegen und Extremismus als besonders gefährdet an. In Jerusalem sei die „Präsenz und Identität“ des Christentums bedroht. Dem Staat Israel werden Menschenrechtsverletzungen an Palästinensern vorgeworfen, der im Vorfeld der Vollversammlung erhobene Vorwurf des Apartheid-Staates aber nicht wiederholt. In der letztlich am 7. September angenommenen Erklärung heißt es, dass Menschenrechtsorganisationen „die Politik und die Maßnahmen Israels als ‚Apartheid‘ im Sinne des Völkerrechts beschreiben.“[30]
- Klimawandel: Der Entwurf kritisiert, dass wissenschaftliche Erkenntnisse zum Klimawandel von Politik und Wirtschaft allzu lange ignoriert worden seien. Für den erforderlichen Kurswechsel bleibe daher wenig Zeit. Dieser dürfe nicht zu Lasten armer Gruppen und Staaten gehen. Die Mitgliedskirchen sollten selbst CO2-neutral werden.

## Rezeption
Der Briefmarken-Jahrgang 2022 der Bundesrepublik Deutschland würdigte das Ereignis mit einer Sonderbriefmarke, die am 4. August ausgegeben wurde. Der Festgottesdienst am Sonntag, dem 4. September in der Friedenskirche wurde vom ZDF übertragen.
Deutsche und internationale Medien berichteten vergleichsweise wenig über die Karlsruher Vollversammlung, die Außenwirkung wurde als eher gering eingestuft.